# Arada (Monterroso)
Arada (llamada oficialmente Santa María de Arada) es una parroquia y una aldea española del municipio de Monterroso, en la provincia de Lugo, Galicia.

## Historia
El diccionario de Pascual Madoz dice, de Santa María de Arada, que comprendía las aldeas de Arada y de Sandolfe, reunía 14 casas entre las dos aldeas. El clima era templado y sano. La iglesia parroquial tiene la advocación a Santa María y era matriz de Santiago de Labandelo y de Siete-Iglesias. El terreno tiene monte y llano de mediana calidad. Le baña un arroyo que baja a unirse a uno de los brazos del río Ulla. Los caminos son locales y malos. Produce centeno, maíz, cebada, trigo, patatas, algunas legumbres y buenos pastos. Cría ganado vacuno, lanar, cabrío, de cerda y algo de mular. Hay bastante caza y poca pesca. Tiene un molino harinero. tiene 15 vecinos, 79 almas.

## Organización territorial
La parroquia está formada por dos entidades de población:
- Arada
- Sandolfe

## Demografía

### Parroquia
| Gráfica de evolución demográfica de Arada (parroquia) entre 2000 y 2020 |
|                                                                         |
| Datos según el nomenclátor publicado por el INE.                        |

### Aldea
| Gráfica de evolución demográfica de Arada (aldea) entre 2000 y 2020 |
|                                                                     |
| Datos según el nomenclátor publicado por el INE.                    |

## Patrimonio
- Iglesia parroquial de Santa María: siglo XVIII. Espadaña. Reloj de sol.[9]